# Tunespoon
tunespoon war ein von Studenten der Hochschule Furtwangen 2003 initiiertes Projekt, das Musikvideos kostenlos per Internet-Stream anbot. tunespoon bezeichnete sich selbst als Online-Musik-Fernsehen und wurde von den Initiatoren als Alternative zu den kommerziellen Musikfernsehsendern VIVA und MTV präsentiert.
Seit Frühling 2008 ist tunespoon offline.

## Philosophie
Ziel des Projektes war es, Bands und deren Musikvideos unabhängig von ihrer musikalischen Ausrichtung eine Plattform zur Präsentation ihrer Musikvideos zu bieten. Damit sollten auch unbekannte Künstler die Chance erhalten, dass ihre Videos von einer musikbegeisterten Community gesehen
werden, und somit die Vielfalt der Musikvideokultur in Europa gefördert wird.

## Awards & Nominierungen
- 2005 wurde tunespoon mit dem Alternativen Medienpreis in der Sparte Internet ausgezeichnet.[1][2]
- 2005 erhielt tunespoon eine Nominierung für den Grimme Online Award 2005 in der Kategorie „Kultur und Unterhaltung“.[3]
- 2006 erhielt tunespoon den LeadAward Bronze für das Webfeature des Jahres.[4]
- 2006 wurde tunespoon für den Designpreis der Bundesrepublik Deutschland 2007 nominiert.

## Technologie
Das Front-End und Back-End von tunespoon waren komplette Eigenentwicklungen von Studenten der Hochschule Furtwangen, Fakultät Digitale Medien. Als Streaming-Server kamen Microsoft Media Server zum Einsatz, die den Video-Live-Stream über das MMS-Protokoll zur Verfügung stellten. Für vorhersehbare Lastspitzen (z. B. nach Pressemitteilungen, Presseberichten, Interviews etc.) konnte auf Remote Cache/Proxy- bzw. Relay-Server von Kooperationspartnern zurückgegriffen werden.

## Design
Sowohl das Corporate Design als auch das Webdesign von tunespoon waren Eigenkreationen von Studenten der Hochschule Furtwangen, Fakultät Digitale Medien. Das Design war 2007 für den Designpreis der Bundesrepublik Deutschland nominiert.

## Formate
- Genreformate
  - „roquefort“ – Rock, Metal, Punk und Indie
  - „popsuey“ – Pop
  - „beatkitchen“ – Elektronische Musik
  - „soupurban“ – Hip-Hop, Reggae und Dancehall
- Sonstige Formate
  - „hotpot“ – Bunter Clip Mix
  - „launched“ – neue Videos
  - „interaktiv“ – interaktives Format zum Abstimmen (per Mausklick, nicht per SMS)
- Fremdformate (zugeliefert)
  - Tonspion.tv – mp3-Magazin
  - D-zentral – Videoproduktionen aus Hannover
  - Wenn’s Rockt! – Konzertmitschnitte und Interviews
  - whisky-soda.tv – Rock-, Metal-, Punk- und Indie-Videos

## Gründer
Die Gründer waren
- Florian Brandel (Idee, Projektleitung, Softwareentwicklung, Medientechnik, Kooperationen)
- Christian Enßlen (Finanzen, Marketing & Public Relations, Content)
- Uwe Erlenwein (Softwareentwicklung, Medientechnik, Design)
- Kirsten Franke (Marketing & Public Relations, Content)
- Martin Schmid (Content, Design, Medientechnik, Softwareentwicklung)
- Johannes Wagner (Medientechnik, Projektleitung)
- Konstantin Hartmann (Design)
- Professor Albrecht Schäfer-Schönthal (Projektbetreuung)